# 西浦站 (平壤市)
西浦站（朝鲜语：／ Sŏp'o yŏk */?）是朝鮮民主主義人民共和國平壤兄弟山区域西浦洞的一個鐵路車站，属于平义线、平罗线和龙城线。

## 历史
- 1908年4月1日，落成使用。

## 邻近车站
平义线
西平壤站 - 西浦站 - 间里站
平罗线
西平壤站 - 西浦站 - 间里站
龙城线
西浦站 - 龙城站